# هيرمان إيبرت
هيرمان إيبرت (بالإنجليزية: Hermann Ebert)‏ (و. 1861 – 1913 م) هو فيزيائي، وكاتب غير روائي، وأستاذ جامعي من الإمبراطورية الألمانية . ولد في لايبزيغ .
توفي في ميونخ ، عن عمر يناهز 52 عاماً.

## مناصب وهيئات
أدار جامعة ميونخ التقنية، وجامعة لايبتزغ، وجامعة كيل.